# الصدر (عائلة)
الصدر هو اسمُ عائلة بارز في دولة العراق و لبنان وهوَ اسم قادمٌ من عائلة الموسوي التي تعود في نسبها إلى موسى الكاظم سابع أئمّة الشيعة.

## التاريخ
لعائلة الصدر علاقة قرابة معَ عائلة شرف الدين القادِمة جبل عامل في لبنان والتي هي بنفسها فرعٌ من فروع أسرة نور الدين التي تعود سلالته إلى موسى الكاظم ومن خِلاله إلى الإمام الأول علي بن أبي طالب وفاطمة الزهراء ابنة محمد. لقد أنتجت عائلة الصدر على مرّ التاريخ عددًا من عُلماء الدين وبخاصّة في إيران ولبنان والعراق بما في ذلك إسماعيل الصدر (مواليد عام 1919) وحفيديهِ موسى الصدر (اختفى في ليبيا عام 1978) إلى جانبِ محمد باقر الصدر (أُعدم عام 1980).

## الشخصيّات
- محمد حسن الصدر: رئيس وزراء العراق في عام 1948
- صدر الدين محمد بن صالح شرف الدين: باحث إسلامي
- إسماعيل الصدر: من مواليد عام 1919 وهو ابنُ صدر الدين محمد بن صالح
- محمد محمد صادق الصدر: وُلدَ عام 1943 وتوفيّ في عام 1999
- مقتدى الصدر: من مواليد عام 1974 وهو شخصيّة بارزة في العِراق
- صدر الدين الصدر: تُوفيّ في عام 1954 وهوَ ابن إسماعيل الصدر
- موسى الصدر: زعيم ديني لبناني
- محمد باقر الصدر: مفكر إسلامي
- آمنة الصدر: ابنةُ حيدر الصدر
- حسن الصدر
- محمد صادق الصدر: عالم شيعي عراقي.
- محمد مهدي الصدر